# Casa de Borgoña
La casa de Borgoña fue una rama secundaria de los Capetos que fueron soberanos en el Ducado de Borgoña, y en el Reino de Portugal.

## Historia

### Ducado de Borgoña
La dinastía inicial (Bosónida) de los duques de Borgoña se extinguió en 1026, con la muerte sin descendientes del heredero de la casa, el duque Otón Guillermo. Pero el ducado ya había sido anexionado en 1004 por el rey Roberto II de Francia.
Su hijo el rey Enrique concedió el ducado en apanage a su hermano Roberto el Viejo, para que renunciara a la sucesión al trono francés, fundándose así la rama borgoñona de la dinastía de los Capetos. 
El último representante de la casa ducal borgoñona fue Felipe I de Rouvres, que murió de peste en 1361 a temprana edad.

### Reino de Portugal

Bandera borgoñona de Portugal.

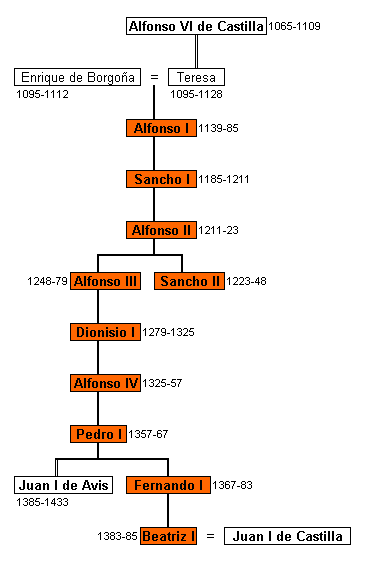
Genealogía de los reyes de Portugal de la casa de Borgoña (en naranja).

La Casa de Borgoña fundó la monarquía portuguesa. Tiene su origen en el matrimonio de Teresa de León —hija de Alfonso VI de León— y Enrique de Borgoña (nieto de Roberto I "el Viejo"), de quienes nacería el futuro Alfonso I de Portugal —o bien, Alfonso Enríquez— que fuera conde y luego primer rey de Portugal.
El último rey de esta dinastía fue Fernando I "el Hermoso", que murió en 1383 sin descendencia masculina. Su muerte causó una guerra civil entre los partidarios de su hija Beatriz de Portugal, casada con el rey Juan I de Castilla, contra los partidarios del maestre Juan de Avís, hermanastro de Fernando I, el cual salió victorioso y estableció la Dinastía de Avis.